# الضلعة (الضليعة)

'

تعديل مصدري - تعديل

الضلعة هي إحدى قرى عزلة الضليعة بمديرية الضليعة التابعة لمحافظة حضرموت، بلغ تعداد سكانها 86 نسمة حسب تعداد اليمن لعام 2004.